# Alen Pamić
Alen Pamić (Žminj, 15. listopada 1989. – Maružini, 21. lipnja 2013.) bio je hrvatski nogometaš.
Alen Pamić bio je sin bivšeg hrvatskog nogometnog reprezentativca i trenera Igora Pamića i brat nogometaša Zvonka. Igrao je za NK Žminj, NK Karlovac, HNK Rijeku, Standard iz Liegea i Istru 1961, a tri puta je nastupio i za hrvatske nogometne reprezentacije mlađih uzrasta.
Preminuo je 21. lipnja 2013. od srčanog udara za vrijeme utakmice na malonogometnom turniru u Maružinima kod Kanfanara.